# Sárpatak
 Nem tévesztendő össze a Maros megyei Marossárpatak és a szlovákiai Tapolysárpatak településekkel

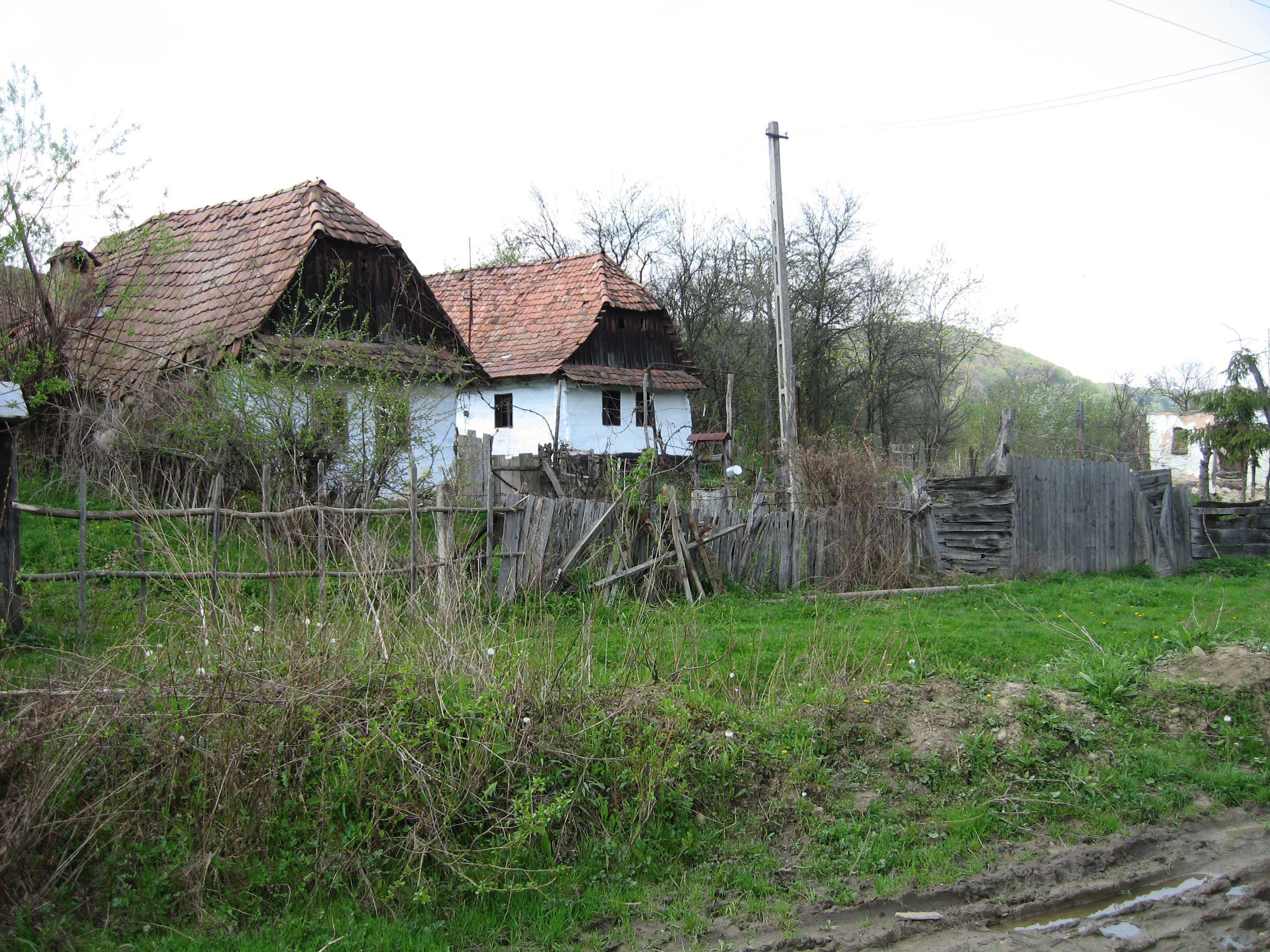
Sárpataki házak

Sárpatak (románul: Șapartoc vagy Șarpotoc, németül: Scharpendorf) falu Romániában, Erdélyben, Maros megyében.

## Fekvése
Segesvártól tíz kilométerre délkeletre, erdős hegyekkel körülvett völgyben fekszik. Hátrányos helyzetét nagyrészt az okozza, hogy a községközpont Fehéregyházával nem köti össze kiépített út.

## Története
Először 1231-ben említették, Sarpotoc néven. 1449–1555-ben a Sárpataki család birtokolta. Katolikus lakossága kezdetben szász lehetett. A középkor végén itt volt a Segesvárszékben lakó ortodoxok esperesi központja.
A 16–17. században magyar lakossága református, majd unitárius, aztán ismét református vallásra tért. 1777-ben alakult meg római katolikus gyülekezete, majd 1779-ben a többség jogán nekik ítélték a templomot. A híveket 1856-ig ferencesek gondozták.
1786-ban 414 lakosát és 4 papját számolták össze. A lakosok 74%-a volt zsellér, 21%-a pedig nemes. 1801-ben református egyháza egyesült a fehéregyházival, hogy közösen eltarthassanak egy papot. 1848-ban a római katolikusok önálló plébániává alakultak.
A településen gróf Teleki Domokosnak kastélya is állt. Fehér vármegyéhez, 1765 és 1876 között Felsőfehér vármegyéhez, azután Nagyküküllő vármegyéhez tartozott.
A 20. század második felében a községközpontjától elvágott faluból a legtöbben Fehéregyházára és Segesvárra költöztek.

## Népessége
- 1850-ben 413 lakosából 202 volt magyar, 200 román és 11 cigány nemzetiségű; 211 ortodox 119 református és 81 római katolikus vallású.
- 1900-ban 607 lakosából 352 volt magyar, 247 román és 8 német anyanyelvű; 247 ortodox, 202 római katolikus, 137 református, 11 zsidó és 7 evangélikus vallású.
- 2002-ben 43 lakosából 29 volt magyar és 14 román nemzetiségű; 24 római katolikus, 14 ortodox és 3 református vallású.

## Látnivalók
- A római katolikus templom 1800-ban, a református 1889-ben épült.